# シェラトン沖縄サンマリーナリゾート
シェラトン沖縄サンマリーナリゾート（シェラトンおきなわサンマリーナリゾート、英: Sheraton Okinawa Sunmarina Resort）は、沖縄県国頭郡恩納村字冨着にあるシェラトンブランドのリゾートホテル。所有・運営は森トラストグループのサンマリーナ・オペレーションズ株式会社。

## 概要
旧名「サンマリーナホテル」は、1987年4月1日、沖縄県本島の西海岸リゾート地区に開業、以来JALホテルズ（日本航空グループ）のリゾートホテルとしてJAL利用客を中心に顧客を集め、上質感を漂わせつつ子連れファミリーも対象とするカジュアルなリゾートホテルとして人気を集めてきた。恩納村の国道58号沿いに建つ白亜のピラミッド型あるいは船のブリッジの容姿をしたホテルとして人目を引く。近年は2004年3月30日にレーサムリサーチのグランドオーシャンホテルズが、そして2006年2月27日にイシン・ホテルズ・グループが買収し、所有する一方、2007年8月28日、JALホテルズが契約満了を期に運営から撤退。同社の所有・運営となった。同年4月には大リニューアルが完了。
2016年6月1日、大規模リノベーションの後、マリオット・インターナショナルのシェラトン（「シェラトン沖縄サンマリーナリゾート」）としてリブランドオープン。シェラトン・ホテルズ&リゾーツとしては、24年ぶりの沖縄再進出となる。2016年度は、地上6階建ての新ホテル棟、（南ウィング、客室46室）、チャペル、ウェルネスセンターが完成。
2016年12月28日に、瀬底島や伊良部島にてホテル展開を予定している森トラストが同ホテルと運営会社「サンマリーナ・オペレーションズ株式会社」を取得した。
駐車場に併設される緑鮮やかな芝生公園にはプール・パターゴルフ・テニスコートがあるほか、オーシャンリゾートたるサンセットクルーズ・シュノーケルツアー・グラスボートなど様々なマリンアクティビティの用意もある。

## 設備
- 敷地面積
  - 69,574m2
- 建築面積
  - 6597m2
- 延床面積
  - 18,561.63m2
- 客室数
  - 246室[9]
- 営業施設
  - レストラン：3[10]
    - ダイニングルーム　センス（Dining Room "SENSES"）
    - ザ・グリル
    - サンセットバー&テラス

  - ショップ等
    - コンビニエンスなど

  - 駐車場

### 客室
メインタワー
- パーシャルダブル（28㎡）
- ダブルルーム（28㎡）
- パーシャルツイン（32～36㎡）
- デラックスルーム（32～36㎡）
- ハイフロアデラックス（32～36㎡）
- オーシャンメゾネット（52㎡）
- オーシャンスイート（82㎡）

サウスタワー
- アクセシブル（50㎡） - 車椅子に対応[11]
- マリーナツイン（50㎡）
- マリーナキング（50㎡）
- ラナイツイン（50㎡）
- ラナイキング（50㎡）
- オーシャンツイン（50㎡）
- オーシャンキング（50㎡）
- サンセットスイート（100㎡）

## アクセス
バス
- 那覇空港から沖縄バス・琉球バス交通 「120 名護西空港線」で約80分のサンマリーナホテル前下車、徒歩3分。

レンタカー
- 那覇市から国道58号を北上、約50 - 60分。
- 那覇ICから沖縄自動車道を北上、石川ICを出て国道58号を目指し、58号を名護方面へ約5分。

タクシー
- 那覇空港から高速経由で約60分。